# Mêda
Mêda là một huyện thuộc tỉnh Guarda, Bồ Đào Nha. Huyện này có diện tích 286 km², dân số thời điểm năm 2001 là 6239 người.